# Volley-ball aux Jeux des îles de l'océan Indien 2015
Navigation
Édition précédente
Le volley-ball est l'une des quatorze disciplines sportives au programme des Jeux des îles de l'océan Indien 2015, la neuvième édition des Jeux des îles de l'océan Indien, qui se déroule à La Réunion en août 2015. Les épreuves doivent se disputer au gymnase municipal de Saint-Leu pour les hommes et au gymnase de Champ Fleuri, à Saint-Denis, pour les femmes.
Au début du tournoi féminin, la régularité de la sélection de la championne Myriam Kloster, membre de l'équipe de La Réunion, est remise en cause par les formations seychelloise et mauricienne, qui estiment que la jeune femme ne satisfait pas aux critères réglementaires pour en faire une sportive réunionnaise : cinq années de licence dans le département français d'outre-mer. Le COJ donne suite à la réclamation et l'exclut de la compétition, entraînant en protestation un retrait de toute son équipe et l'abandon par la Ligue de La Réunion de l'organisation de l'ensemble des matches du tournoi féminin.

## Médaillés
| Épreuves         | Or         | Argent     | Bronze  |
| ---------------- | ---------- | ---------- | ------- |
| Tournoi masculin | La Réunion | Seychelles | Maurice |
| Tournoi féminin  | Seychelles | Madagascar | Maurice |